# Gabriel Christie
Gabriel Christie (Stirling, Escócia, 16 de setembro de 1722 — Montreal, Canadá, 26 de janeiro de 1799) foi um general do Exército Britânico que serviu durante a Guerra Franco-Indígena e depois fixou residência em Montreal, tornando-se um dos maiores proprietários de terra da Província de Quebec.
Ao término da guerra a situação econômica favoreceu a aquisição das terras de nobres falidos que se preparavam para retornar à França. Christie aproveitou-se deste contexto para adquirir um grande número de propriedades e efetivou-se senhor de Bleury, Lachenaie, Lacolle, Léry, Repentigny e Noyan.